# Gavin Baddeley
Gavin Baddeley (født 28. december 1966) er en britisk ærkebiskop i Satans kirke, og en journalist som har arbejdet for The Observer og Metal Hammer.